# Reseda alba
Reseda alba — вид квіткових рослин родини Резедові (Resedaceae).

## Опис
Це однорічна, дворічна або багаторічна рослина. Стебла 30–90 см заввишки, прямі й прості або слабо розгалужені, голі. Прикореневі листки 80–250 (350) мм, розеткові, перисторозсічені, з 4–20 парами сегментів. Рослина цвіте в період з квітня по вересень. Квітки ростуть в термінальних, колосовидих кластерах. Вони складаються з 5 або 6 чашолистків і 5 або 6 кремово-білих, до 0,6 см завдовжки пелюсток. Плоди квадратні, довжиною 0.6–1.5 см. Насіння світло-коричневого кольору і завдовжки близько 1 мм.

## Поширення
Батьківщина. Північна Африка: Алжир; Єгипет; Лівія; Марокко; Туніс. Азія: Кувейт; Саудівська Аравія; Кіпр; Іран; Ірак; Ізраїль; Йорданія; Ліван; Сирія; Туреччина. Європа: Албанія; Боснія і Герцеговина; Болгарія; Хорватія; Греція; Італія; Мальта; Франція; Португалія; Іспанія. Росте на сухому, піщаному ґрунті. Крім того, цей вид вирощують як декоративну рослину.

## Галерея

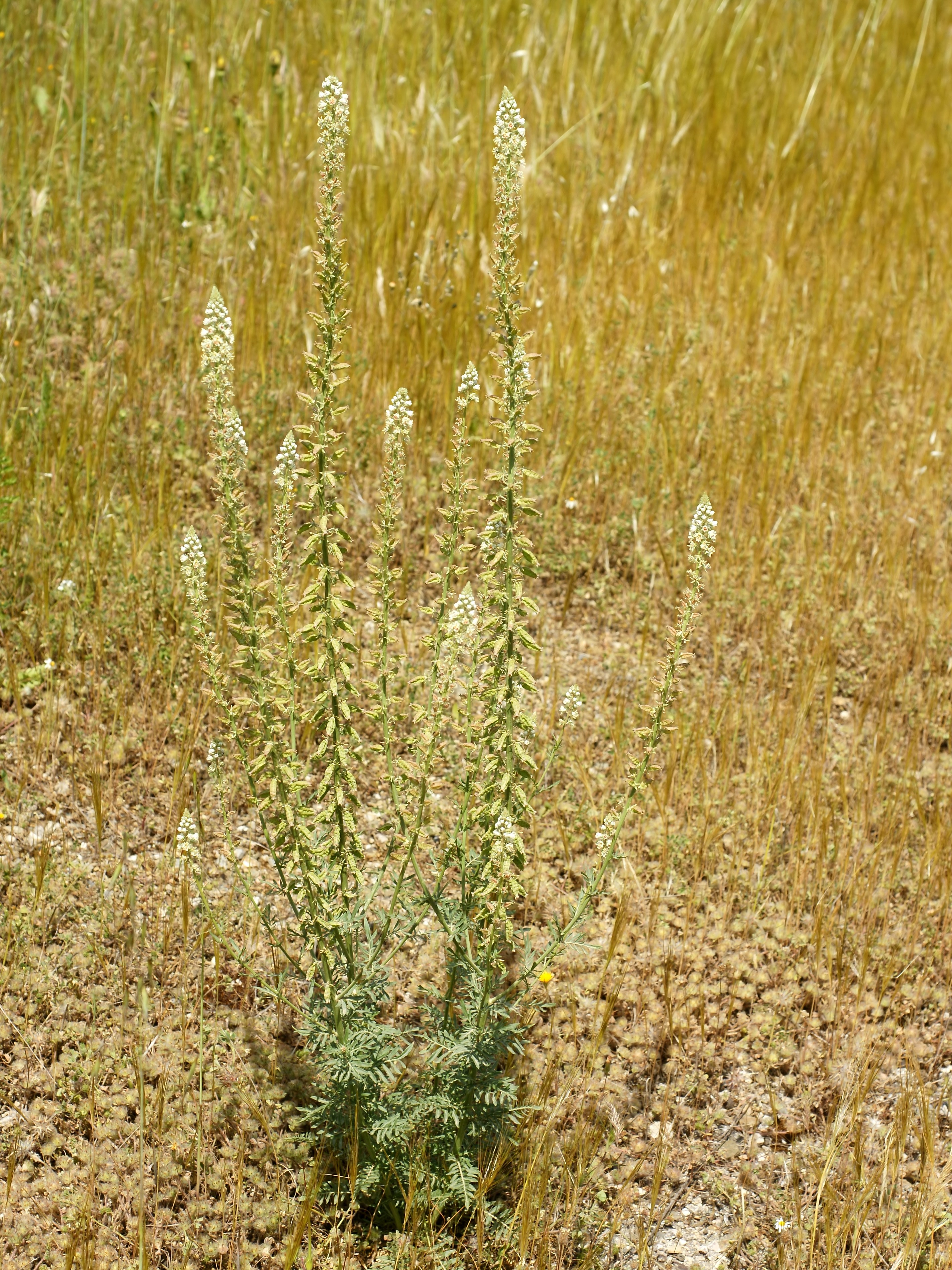
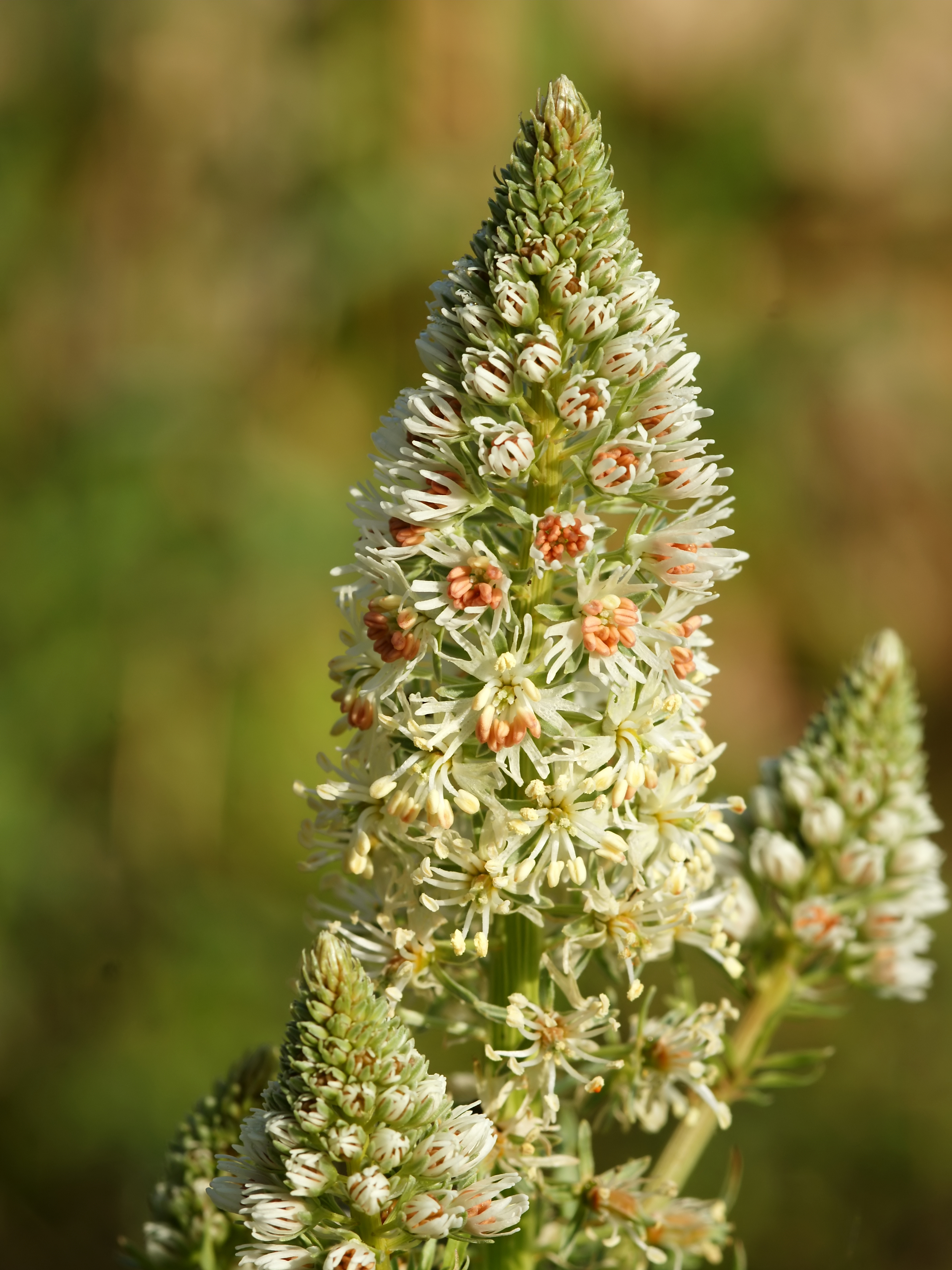
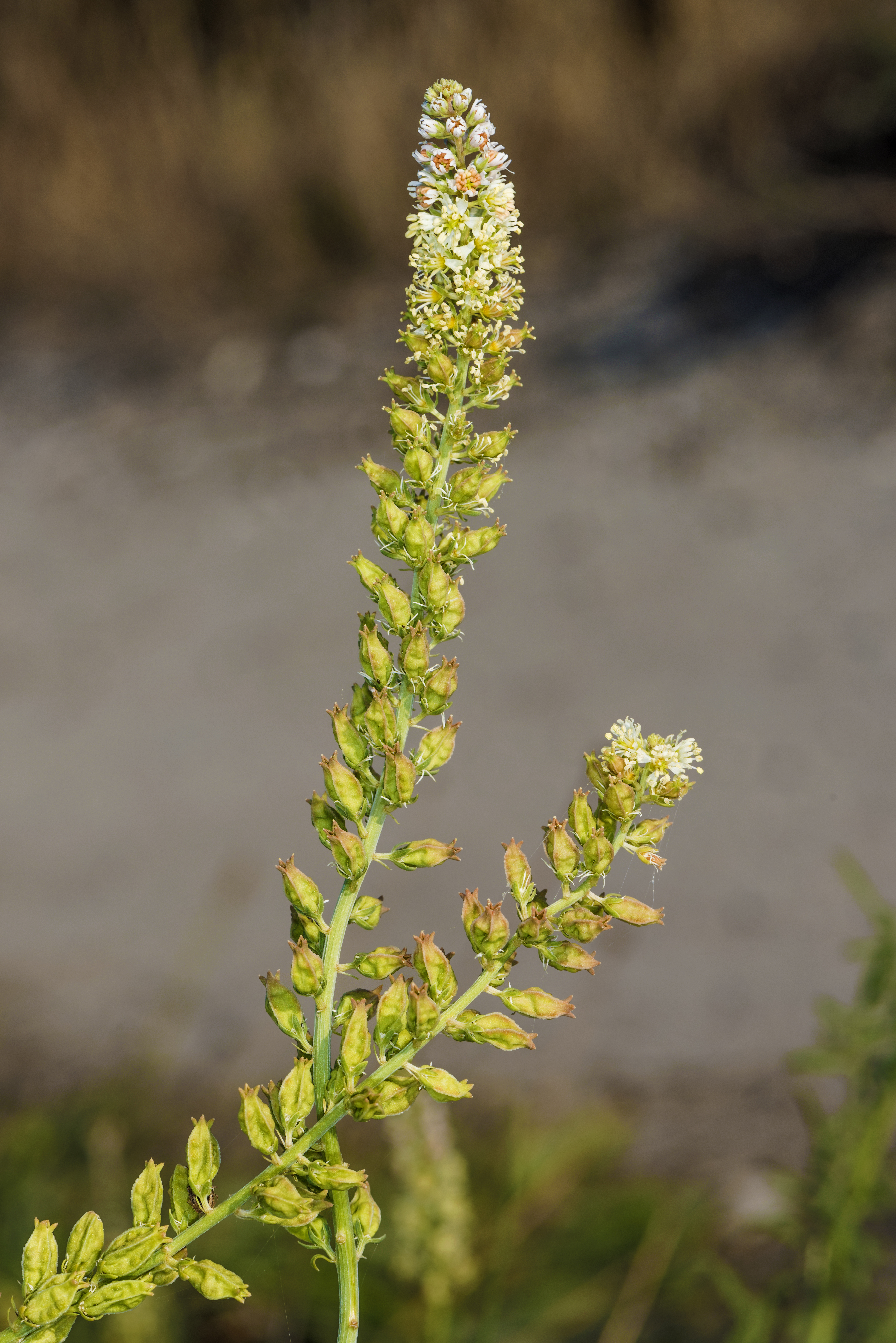